# Katedrála svatého Bavona

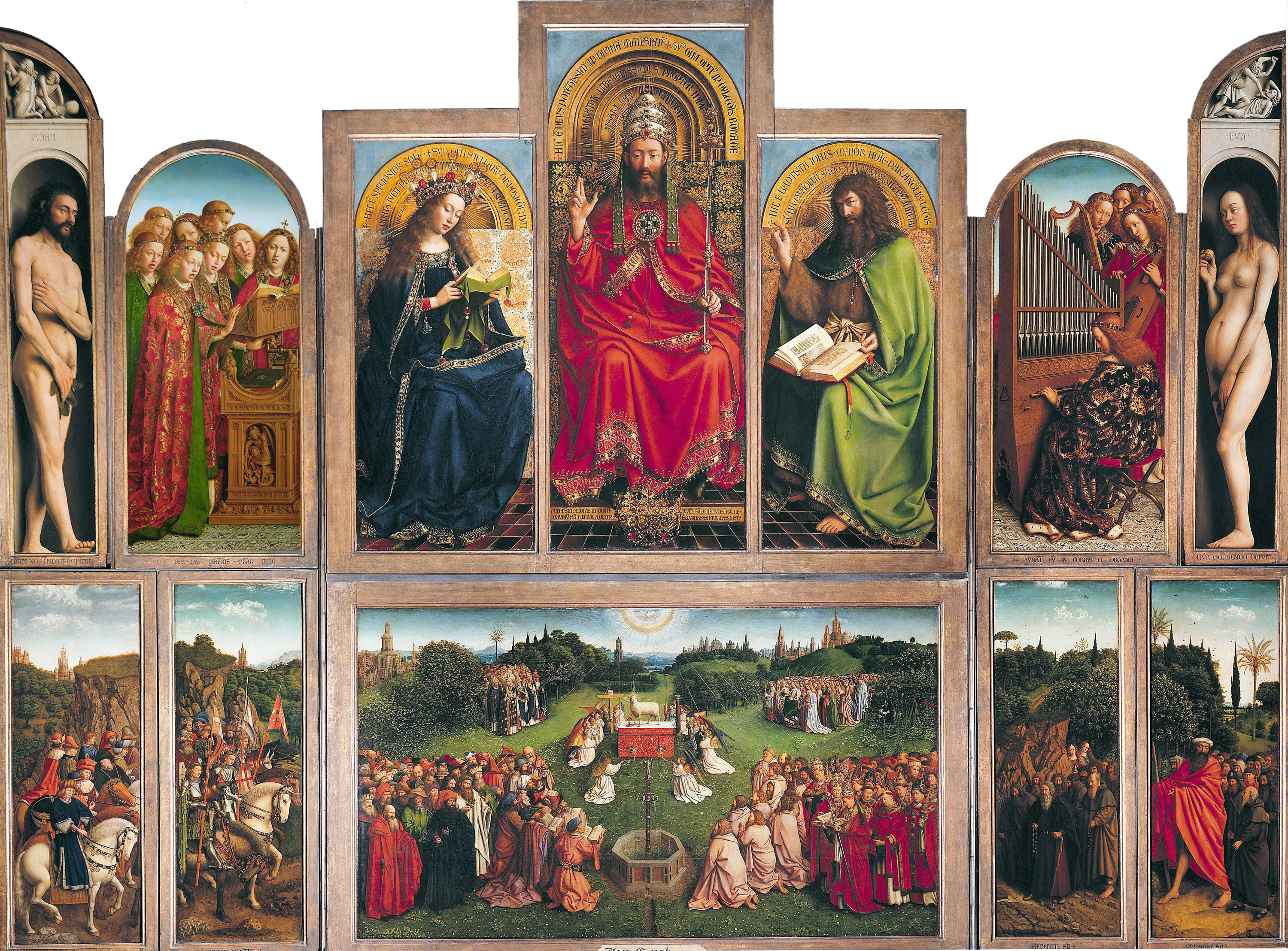
Oltář H. a J. van Eycka v katedrále v Gentu

Katedrála svatého Bavona v Gentu (nizozemsky Sint-Baafskathedraal) je římskokatolická katedrála v belgickém městě Gentu, zasvěcená svatému Bavonovi.

## Historie
Kostel byl postaven na místě kaple zasvěcené sv. Janu Křtiteli. Původní stavba byla vybudována ze dřeva a vysvěcena roku 942 Transmarem, biskupem z Tournai a Noyonu. Stopy kostela v románském slohu jsou dodnes patrné v kryptě katedrály; zde jsou patrné i doklady rozšíření.
V následném období 14.-16. století došlo ke změnám uspořádání a průběžnému rozšiřování v gotickém stylu. Probíhalo ve třech fázích: ambit a věnec kaplí pochází již z 15. století a na počátku 16. století byl nově vybudován chór ve stylu šeldské gotiky. V druhé fázi, v letech (1462 – 1538) byla vznesena západní věž svatyně (výška 82 m). V roce 1602 dřevěná kopule věže shořela po zásahu bleskem a již nikdy nebyla znovu obnovena. V roce 1553 byla započata stavba hlavní lodě, transeptu a osmi bočních kaplí. Jak věž, tak pozdější části kostela byly vybudovány ve stylu brabantské gotiky. Patrný je nejen rozdíl stylů, ale také výrazný kontrast mezi modrým granitem z Tournai, použitým při stavbě chóru, a pískovcem a cihlami, z nichž byly vystavěny lodě. V roce 1559 (podle některých pramenů 1561), kdy vzniklo gentské biskupství, byl kostel povýšen na katedrálu. Přestavba byla dokončena 7. června roku 1569; v té době získala katedrála víceméně současnou podobu.
V důsledku povstání proti císaři Karlu V. v Gentu roku 1539 bylo rozpuštěno staré opatství sv. Bavona a jeho opat s mnichy musel přesídlit do kostela, tehdy ještě zasvěceného sv. Janovi. Kostel se stal kostelem kapitulárním a mnichové kanovníky. Později katedrála dostala nového patrona – sv. Bavona.
V roce 1559 bylo zřízeno biskupství v Gentu a kostel sv. Bavona povýšen na katedrálu. Bohatý barokní styl interiéru ukazuje na vliv nejdéle vládnoucího (1622-1657) gentského biskupa Antonia Triesta.
Za obrazoboreckých bouří byl kostel dvakrát (v letech 1566 a 1578) vypleněn. V roce 1640 shořela střecha. V dalších letech na kostele proběhla řada oprav a rekonstrukcí. Poslední rekonstrukce katedrály byla zahájena v lednu roku 2006.

## Interiér
V katedrále se nachází řada religiózních uměleckých děl. Nejstarší dílo pochází z 8. století, nejmladší z 90. let 20. století. Nejznámější z nich je deskový Gentský oltář, jehož autory jsou Hubert a Jan van Eyck a který je považován za nejznámější a nejvýznamnější dílo časného holandského malířství. Kromě něj se v katedrále nachází dalších 21 oltářů.